# Deutscher Roland
Der Roland. Verein für deutsch-völkische Sippenkunde zu Berlin e.V. (häufiger und kürzer Deutscher Roland genannt), war ein genealogischer Verein mit völkischer und rassenantisemitischer Zielsetzung. 

## Geschichte

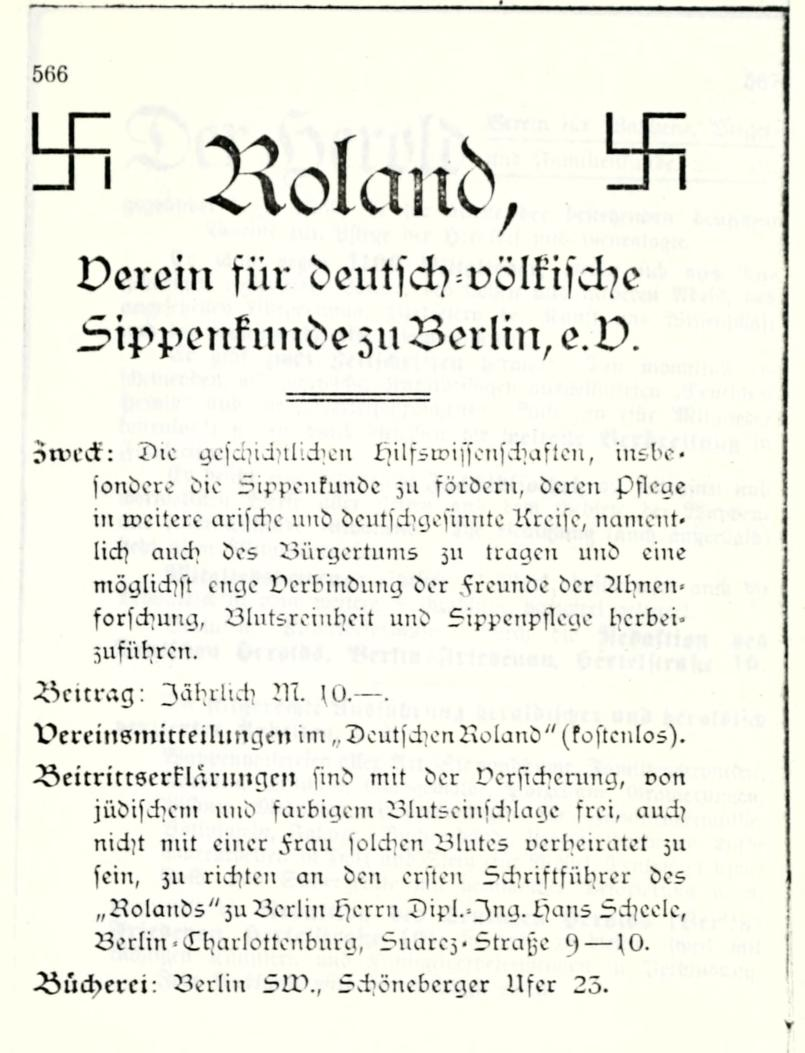
Anzeige für den Verein „Deutscher Roland“ im Deutschen Geschlechterbuch 1920, S. 566

Der Verein war 1904 als Berliner Ortsgruppe des heraldisch-genealogischen Vereins Roland gegründet worden. Der 1912 zum Obmann der Ortsgruppe gewählte Bernhard Koerner forderte eine Verschärfung der antisemitischen Ausrichtung. Als der Dresdner Verein es ablehnte, den Nachweis nichtjüdischer Abstammung (ähnlich dem späteren Ariernachweis) zum Aufnahmekriterium zu machen, spaltete sich die Berliner Ortsgruppe als eigener Verein unter Koerners Leitung ab. Ab den 1920er Jahren bezeichnete er sich als Deutscher Roland. Er hatte eine eigene Zeitschrift (Mitteilungen des Deutschen Rolands) und führte eine Wappenrolle. Der Verein hatte gemessen an seiner bescheidenen Größe erheblichen Einfluss, da er über seinen Vorsitzenden mit dem populären Deutschen Geschlechterbuch und dem Starke-Verlag verbunden war.
Zu den Mitgliedern des Vereins gehörten seit 1928 der nationalsozialistische Genealoge Achim Gercke (1902–1997) und mehrere von dessen späteren Mitarbeitern im Reichsinnenministerium. Nach 1933 unterstützte der Verein Gehrkes Pläne einer Gleichschaltung aller genealogischen Vereine, was aber scheiterte. Nach Gerckes Sturz 1935 verlor der Deutsche Herold seinen bisherigen Einfluss. Er bestand noch bis Koerners Tod 1953.